# Mary Pope Osborne
Mary Pope Osborne (Fort Sill, 20 maggio 1949) è una scrittrice statunitense, autrice di libri per bambini, principalmente conosciuta per aver scritto la serie di libri per bambini La Magica Casa sull'Albero (Magic Tree House).

## Biografia
Mary Pope Osborne è figlia di William Pope, un colonnello dell'esercito degli Stati Uniti, e Barnette, una casalinga. Ha un fratello gemello, Bill, un fratello più giovane, e una sorella maggiore, Natalie, che ha collaborato con lei fino all'età di 15 anni. 
Dopo essersi laureata alla University of North Carolina a Chapel Hill, ha viaggiato in tutto il mondo, prima di stabilirsi a New York City. Nel 1976, si è sposata con Will Osborne, attore e drammaturgo. 
Dal 1993 al 1997 è membro della Authors Guild, la più antica organizzazione per gli scrittori negli Stati Uniti.

## Opere e temi
Il suo primo libro Run, Run, As Fast As You Can, pubblicato nel 1982, è una semi-autobiografia di una giovane ragazza che cresce in una famiglia di militari. La sua opera più nota è la serie La Magica Casa sull'Albero (Magic Tree House), pubblicata dal 1992 e tradotta in oltre venti lingue, vendendo oltre cinquanta milioni di copie.